# Bembidion laxatum
Bembidion laxatum es una especie de escarabajo del género Bembidion, familia Carabidae. Fue descrita científicamente por Casey en 1918.
Habita en los Estados Unidos.